# Pedro de la Vega
 (novembre 2020).
 (novembre 2020).
Si vous disposez d'ouvrages ou d'articles de référence ou si vous connaissez des sites web de qualité traitant du thème abordé ici, merci de compléter l'article en donnant les références utiles à sa vérifiabilité et en les liant à la section « Notes et références ».
Pour les articles homonymes, voir De la Vega.
Pedro "Pepo" de la Vega, né le 7 février 2001 à Olavarría en Argentine, est un footballeur argentin. Il évolue au poste d’ailier droit aux Sounders de Seattle.

## Biographie

### En club
Il arrive à Lanús en 2015. Il joue son premier match avec les seniors le 16 septembre 2018, contre le Racing Club. 

### En sélection
Avec l'équipe d'Argentine des moins de 20 ans, il participe au championnat sud-américain des moins de 20 ans en début d'année 2019. Lors de cette compétition, il joue neuf matchs. Il s'illustre en délivrant deux passes décisives, contre l'Uruguay et le Venezuela. Les Argentins terminent deuxième du tournoi, derrière l'Équateur. Il participe ensuite quelques mois plus tard à la Coupe du monde des moins de 20 ans organisée en Pologne. Lors du mondial junior, il joue trois matchs. Les Argentins s'inclinent en huitièmes de finale face au Mali, après une séance de tirs au but.

## Palmarès
- Deuxième du championnat de la CONMEBOL en 2019 avec l'équipe d'Argentine des moins de 20 ans